# Saxifraga sessiliflora
Saxifraga sessiliflora är en stenbräckeväxtart som beskrevs av H. Sm.. Saxifraga sessiliflora ingår i Bräckesläktet som ingår i familjen stenbräckeväxter. Inga underarter finns listade i Catalogue of Life.